# Forces Armées d’Haïti
Die Forces Armées d'Haïti waren die Streitkräfte von Haiti von 1958 bis zur Abschaffung der Streitkräfte durch Präsident Jean-Bertrand Aristide im Jahr 1996. Sie wurden nach 2011 neu aufgestellt.

## Geschichte
Die ursprünglich im 19. Jahrhundert durch Jean-Jacques Dessalines errichtete Armee war 1916 nach einer US-Invasion abgeschafft worden. Aus der Gendarmerie d'Haïti wurde 1928 die Garde d'Haïti. Diese wiederum wurde 1958 unter Duvalier in Forces Armées d'Haïti (FAd'H) umbenannt.
Das Militär war neben den Milizen der Tonton Macoute eine der Stützen des Diktators François Duvalier („Papa Doc“) und seines Sohnes Jean-Claude Duvalier („Baby Doc“). Der Sturz „Baby Docs“ 1986 führte zu einer von General Henri Namphy geführten provisorischen Militärregierung, dem „Conseil National de Gouvernement“ (Februar 1986–Februar 1988). Am 19. Juni 1988 wurde die Regierung des Präsidenten Leslie Manigat durch einen Militärputsch Henri Namphys gestürzt. Dieser wurde drei Monate seinerseits durch einen neuen Militärputsch General Prosper Avril gestürzt, dieser versprach schließlich auf internationalen Druck hin den Weg frei für demokratische Wahlen zu machen. Zu der von ihm angekündigten Durchführung von Wahlen kam es jedoch nicht. Am 10. März 1990 übergab er wegen aufkommender Straßenproteste seine Machtbefugnisse an Generalmajor Hérard Abraham, der den Übergang zu einer Zivilregierung und Wahlen einleitete.
Der Sturz des ersten demokratisch gewählten Präsidenten von Haiti Jean Bertrand Aristide am 30. September 1991 durch das Militär unter Raoul Cédras löste starke Proteste aus. Das Militär versuchte, durch Einsatz von Gewalt (vgl. u. a. Raboteau-Massaker) den erneuten Amtsantritt Aristides zu verhindern. Fünf Monate nach dem Raboteau-Massaker verhalf eine US-geführte Invasion dem 1991 gewählten Präsidenten Aristide zurück an die Macht.
1996 schaffte Präsident Aristide per Dekret das Militär ab, die Nationalpolizei (Police Nationale d'Haïti) PNH übernahm auch Verteidigungsaufgaben. Nach dem großen Erdbeben (2010) wurde unter Präsident Michel Martelly 2011 wieder eine Force de Défense Haïtienne aufgestellt.

## Gliederung
- L'Armée haïtienne (Heer)
- La Marine haïtienne (Marine)
- Corps d’Aviation haitien (Luftstreitkräfte, seit 1943)
- La Garde côtière haïtienne (Küstenwache, seit Ende der 1930er Jahre)
- Forces de police (paramilitärische Polizei in Port-au-Prince)